# Língua mazaua

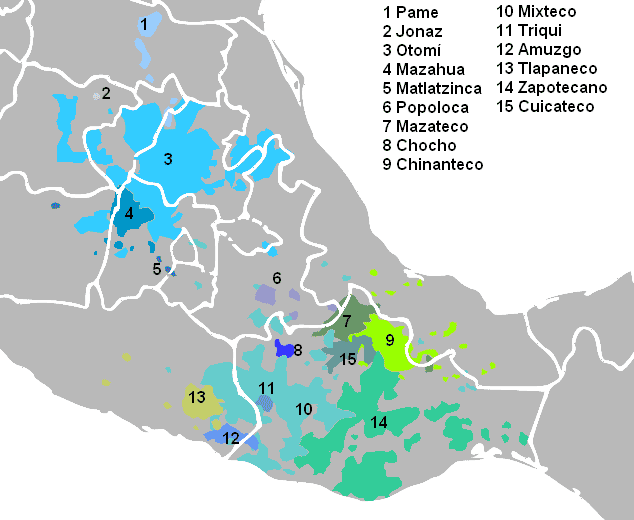
Língua Mazaua – nº 4, azul escuro, noroeste

A língua mazaua (ou Mazawa, Mazahua) é uma língua ameríndia do México faladas nos estados centrais de México e Michoacán pelo grupo étnico dos Mazahuas, os quais chamam a si próprios de ñatho.  Mazahua é uma língua línguas mesoamericanas que apresenta muitos traços desse grupo linguístico. 

## Falantes
Junto com outras 62 línguas, o mazaua é reconhecida por lei estatutária do país. como [[língua oficial da Cidade do México e em outras divisões administrativas, tendo tratamento igual ao da língua castelhana. A maior concentração de falantes se encontra na municipalidade de San Felipe del Progreso, Estado do México, proximidades de Toluca.
Uma programa em língua mazahua é apresentado na estação de rádio XETUMI-AM de Tuxpan, Michoacán, pela Comissão Nacional  de Desenvolvimento de Povos Indígenas. 

## Classificação
As línguas mais próximas da Mazaua são as línguas Otomi, Matlatzincae Ocuilteco/Tlahuica, as quais junto com o Mazaua formam o sub-grupo das línguas otominanas, parte das línguas oto-pameanas, que é ramo das oto-mangueanas.

## Escrita
A língua mazaua usa o alfabeto latino sem as letras H, Q, V, W e sem os C e H isolados, os quais são, porém, usados no dígrafo Ch. São usadas também as formas Ñ, Pj, Ts, Rr, Zh. As vogais podem ser também usadas com barra inferior ou com barra no meio (nesse caso, exceto o I)

## Fonologia

### Características
O mazahua é uma língua tonal que apresenta os tons alto, baixo e decrescente. São oito os fonemas vogais orais, sete de contraste nasal e 45 sons consoantes. Essa é a característica mais notável do mazaua, a enorme quantidade de fonemas, cerca de sessenta, o dobro, por exemplo, da quantidade de sons da língua inglesa.
Entre os sons consoantes temos os ejetivos, os implosivos e os contrastivos sonoros-surdos (ver tabela a seguir). Junto com a língua sindi e a Tukang besi, a língua mazahuaé um raro caso de idioma com verdadeiras consoantes implosivas numa região bem distante de línguas que as usam. Também é uma das poucas línguas com fricativas ejetivas .

### Consoantes
|                 |              | Bilabial | Alveolar | Palatal | Velar | Velar | Glotal |
| plain           | Labializada  | Bilabial | Alveolar | Palatal |       |       | Glotal |
| --------------- | ------------ | -------- | -------- | ------- | ----- | ----- | ------ |
| Nasal/ Oclusiva | Glotalizada  | mʼ       | nʼ       | ɲʼ      |       |       |        |
| Nasal/ Oclusiva | Surda        | m̥        | n̥        | ɲ̥       |       |       |        |
| Nasal/ Oclusiva | plana        | m        | n        | ɲ       |       |       |        |
| implosiva       | implosiva    | ɓ        | ɗ        |         |       |       |        |
| Plosiva         | Ejetiva      |          | tʼ       |         | kʼ    | kʼʷ   |        |
| Plosiva         | Aspirada     | pʰ       | tʰ       |         | kʰ    | kʷʰ   |        |
| Plosiva         | Não aspirada | p        | t        |         | k     | kʷ    | ʔ      |
| Plosiva         | Sonora       |          |          |         | ɡ     | ɡʷ    |        |
| Africada        | ejetiva      |          | tsʼ      | tʃʼ     |       |       |        |
| Africada        | Aspirada     |          | tsʰ      | tʃʰ     |       |       |        |
| Africada        | Não aspirada |          | ts       | tʃ      |       |       |        |
| Fricativa       | ejetiva      |          | sʼ       |         |       |       |        |
| Fricativa       | Aspirada     |          | sʰ       |         |       |       |        |
| Fricativa       | Surda        |          | s        | ʃ       |       |       | h      |
| Fricativa       | Sonora       |          | z        | ʒ       |       |       |        |
| Aproximante     | glotalizada  |          |          | jʼ      |       | wʼ    |        |
| Aproximante     | Surda        |          |          | ȷ̊       |       | ʍ     |        |
| Aproximante     | plana        |          | l        | j       |       | w     |        |
| Vibrante        | Vibrante     |          | r        |         |       |       |        |

### Vogais orais
|             | Anterior | Posterior |
| ----------- | -------- | --------- |
| Fechada     | i        | u         |
| Semifechada | e        | o         |
| Média       | ə        | ə         |
| Semiaberta  | ɛ        | ɔ         |
| Aberta      | a        | a         |

### Vogais nasais
|             | Anterior | Posterior |
| ----------- | -------- | --------- |
| Fechada     | ĩ        | ũ         |
| Semifechada | ẽ        | õ         |
| Semiaberta  | ɛ̃        | ɔ̃         |
| Aberta      | ã        | ã         |

## Amostra de texto
Texe yo nte'e chjetrjoji, angezeji ximi xo'oji ñeje k'inchiji, nesta ra ngara na jo'o k'o dyaja e nte'e.
Português
Todos os seres humanos nascem livres e iguais em dignidade e direitos. São dotados de razão e consciência e devem agir em relação uns aos outros com espírito de fraternidade. (Artigo 1º - Declaração Universal dos Direitos Humanos]